# Киккава, Эйси
Эйси Кикка́ва (яп. 吉川英史, настоящая фамилия Сато яп. 佐藤; 13 февраля 1909 — 13 апреля 2006) — японский музыковед и педагог.

## Биография
Выпускник Токийского университета. Ученик Xисао Танабэ. В 1949 году возглавил Общество исследований музыки Азии (Токио). Считается одним из крупнейших исследователей японской музыки, в частности традиций исполнения на кото и сямисэне. В 1946—1969 годах преподавал в Токийском университете.

## Сочинения
- Хогаку кансё (Восприятие японской средневековой музыки). Токио: «Хобункан», 1952.  (яп.)
- Хогаку то дзинсэё (Японская средневековая музыка и общество). Токио: «Хобункан», 1962.  (яп.)
- История японской музыки (Осака, 1966 — Токио, 1974).  (яп.)
- Японские инструменты. Общая редакция: Киккава Эйси. Составители: Кодзима Томико, Фудзии Томоаки, Миядзаки Маюми. — Токио: «Токио Сёсэки».  (яп.)

## Награды
- 1952 — лауреат премии Японской академии наук